# Rockport (Maine)
Rockport és una població dels Estats Units a l'estat de Maine (EUA). Segons el cens del 2000 tenia 3.209 habitants.

## Demografia
Segons el cens del 2000, Rockport tenia 3.209 habitants, 1.373 habitatges, i 918 famílies. La densitat de població era de 57,1 habitants/km².
Dels 1.373 habitatges en un 29,6% hi vivien nens de menys de 18 anys, en un 56,2% hi vivien parelles casades, en un 8,2% dones solteres, i en un 33,1% no eren unitats familiars. En el 27,7% dels habitatges hi vivien persones soles l'11,5% de les quals corresponia a persones de 65 anys o més que vivien soles. El nombre mitjà de persones vivint en cada habitatge era de 2,33 i el nombre mitjà de persones que vivien en cada família era de 2,83.
Per edats la població es repartia de la següent manera: un 23,5% tenia menys de 18 anys, un 5% entre 18 i 24, un 25,3% entre 25 i 44, un 28,9% de 45 a 60 i un 17,3% 65 anys o més.
L'edat mediana era de 43 anys. Per cada 100 dones de 18 o més anys hi havia 89 homes.
La renda mediana per habitatge era de 47.155 $ i la renda mediana per família de 56.068 $. Els homes tenien una renda mediana de 35.865 $ mentre que les dones 25.542 $. La renda per capita de la població era de 25.498 $. Entorn del 5,4% de les famílies i el 7,1% de la població estaven per davall del llindar de pobresa.